# Lista de epidemias e pandemias
Esta é uma lista de epidemias e pandemias causadas por doenças infecciosas. Doenças não transmissíveis, como doenças cardíacas e alergias, não estão incluídas.

## Maiores epidemias e pandemias

### Por número de mortos
| Classificação | Epidemia/pandemia    | Doença         | Número de mortos | Percentagem de população morta | Data          | Local                                       |
| ------------- | -------------------- | -------------- | ---------------- | ------------------------------ | ------------- | ------------------------------------------- |
| 1             | Gripe Espanhola      | H1N1           | 17–100 milhões   | 1–5,4%                         | 1918–1920     | Mundo                                       |
| 2             | Praga de Justiniano  | Peste Bubônica | 15–100 milhões   | 25–60% da população da Europa  | 541–549       | Norte da África, Europa e Sudoeste Asiático |
| 3             | Peste Negra          | Peste Bubônica | 25–75 milhões    | 30–60% da população da Europa  | 1346–1353     | Europa, Ásia e Norte da África              |
| 4             | Pandemia de HIV/AIDS | HIV/AIDS       | 43 milhões       | População variável no período  | 1981–presente | Mundo                                       |
| 5             | Pandemia de COVID-19 | COVID-19       | 7–35 milhões     | População variável no período  | 2019–presente | Mundo                                       |

### Epidemias nas Américas
Artigo principal: História demográfica dos povos indígenas das Américas
Não estão incluídas na tabela acima epidemias trazidas da Europa para a América com a colonização e também da África com a importação de escravos. Populações dessas regiões foram dizimadas principalmente pela varíola, mas também pelo tifo, sarampo, gripe, peste bubônica, cólera, malária, tuberculose, caxumba, febre amarela e coqueluche. A falta de registros escritos e a destruição de povos nativos por doenças, guerra e colonização tornam difícil estimar a população atingida. O número de mortos provavelmente chegou a dezenas ou até mais de uma centena de milhões de pessoas, com algumas regiões com até 90% da população morta.

## Cronologia

### Século XVe anterior
| Número de mortes (estimativa)                  | Localização                                      | Época                 | Evento                                                             | Doença | Ref.              |
| ---------------------------------------------- | ------------------------------------------------ | --------------------- | ------------------------------------------------------------------ | --- | ----------------- |
| 70% da população presente no local             | África                                           | 15000 a.C.-14400 a.C. | Bolha Não se sabe muito sobre o nome.                              | Bactéria FlageloConforme pinturas rupestres e do início da civilização egípcia. Mudava coloração da pele, causava falências nós órgãos. |                   |
| 40% da população presente no local             | Europa                                           | 12000 a.C.-11000 a.C. | Flagelo Flagelo das terras áridas Praga dos deuses Fúria de Cronos | Bactéria FlageloConforme registros gregos e vikings. Causava falência dos órgãos, coloração azulada na pele e falta de ferro no sangue. |                   |
|                                                | Mundo                                            | 1515 a.C.             | Doença dos mares                                                   | Escorbuto |                   |
| 75.000–100.000                                 | Grécia                                           | 429-326 a.C.          | Praga de Atenas                                                    | Desconhecida, possivelmente Tifo, Febre tifóide ou Febre hemorrágica viral                                                              | [ 5 ] [ 6 ] [ 7 ] |
| 5 milhões; 30% da população em algumas áreas   | Europa, Ásia Ocidental, Norte da África          | 165-180               | Praga antonina                                                     | Desconhecida, sintomas semelhantes à Varíola                                                                                            | [ 8 ]             |
|                                                | Europa                                           | 250-266               | Praga de Cipriano                                                  | Desconhecida, possivelmente Varíola | [ 9 ]             |
|                                                | Europa, África                                   | 302-381               | Escabiose                                                          | Coceira causada por Sarna, afeta grandemente a pele e causa desconforto.                                                                |                   |
| 25-50 milhões; 40% da população                | Europa, Egito, Ásia Ocidental                    | 541-542               | Praga de Justiniano                                                | Peste | [ 10 ]            |
|                                                | Roma                                             | 590                   | Praga romana de 590                                                | Peste | [ 11 ]            |
| > 100.000                                      | Ctesifonte, Pérsia                               | 627-628               | Praga de Sheroe                                                    | Peste | [ 12 ]            |
|                                                | Ilhas britânicas                                 | 664-689               | Praga de 664                                                       | Peste | [ 13 ]            |
| Aproximadamente 1⁄3 de toda população Japonesa | Japão                                            | 735-737               | Epidemia de varíola japonesa de 735–737                            | Varíola | [ 14 ] [ 15 ]     |
|                                                | Império Bizantino, Ásia Ocidental, África        | 746-747               | Praga de 746-747                                                   | Peste | [ 16 ]            |
|                                                | Europa                                           | 900-1193              | Escabiose                                                          | Coceira causada por Sarna, afeta grandemente a pele e causa desconforto.                                                                |                   |
| 10-50 milhões; Não existe dados concretos.     | Mundo                                            | 1304-2020             | Doença da Tose                                                     | Coqueluche |                   |
| 25-75 milhões; 30-60% da população europeia    | Europa, Ásia e Norte da África                   | 1331–1353             | Peste Negra                                                        | Peste | [ 17 ]            |
|                                                | Inglaterra, posteriormente no continente europeu | 1485-1551             | Doença do suor (múltiplos surtos)                                  | Desconhecido, possivelvente uma especie desconhecida de Hantavírus                                                                      | [ 18 ]            |

### Séculos XVI-XVII
| Número de mortes (estimativa)           | Localização                                             | Época     | Evento                                      | Doença | Ref.                        |
| --------------------------------------- | ------------------------------------------------------- | --------- | ------------------------------------------- | --- | --------------------------- |
| 5-8 milhões                             | México                                                  | 1520      | Epidemia de varíola de 1520                 | Varíola | [ 19 ]                      |
| 5–15 milhões (80% da população)         | México                                                  | 1545–1548 | Epidemia cocoliztli de 1545–1548            | Possivelmente Salmonella enterica | [ 20 ] [ 21 ] [ 22 ] [ 23 ] |
| > 20,100 em Londres                     | Londres                                                 | 1563–1564 | Praga de Londres de 1563                    | Peste |                             |
| 2–2.5 milhões (50% da população)        | México                                                  | 1576–1580 | Epidemia cocoliztli de 1576                 | Possivelmente Salmonella enterica | [ 20 ] [ 21 ] [ 22 ] [ 23 ] |
| 5,000-9,000 (25-45% da população)       | Tenerife                                                | 1582–1583 | Peste de San Cristóbal de La Laguna de 1582 | Peste | [ 24 ]                      |
|                                         | Nação seneca                                            | 1592–1596 |                                             | Sarampo | [ 25 ]                      |
| 3,000                                   | Malta                                                   | 1592–1593 | Epidemia de peste de Malta de 1592–93       | Peste | [ 26 ]                      |
| > 19,900 em Londres e outras freguesias | Londres                                                 | 1592–1593 | Peste de Londres de 1592–93                 | Peste |                             |
|                                         | Espanha                                                 | 1596–1602 |                                             | Peste | [ 27 ]                      |
|                                         | América do Sul                                          | 1600–1650 |                                             | Malária | [ 28 ]                      |
|                                         | Inglaterra                                              | 1603      |                                             | Peste | [ 29 ]                      |
|                                         | Egito                                                   | 1609      |                                             | Peste |                             |
| 30–90% da população                     | Sul da Nova Inglaterra, principalmente o povo wampanoag | 1616–1620 | Epidemia da Nova Inglaterra em 1616         | Causa desconhecida. Pesquisa recente sugere epidemia(s) de leptospirose com síndrome de Weil. Explicações clássicas incluem febre amarela, peste bubônica, influenza, varíola, varicela, tifo e infecção sindêmica de hepatite B e hepatite D. | [ 30 ] [ 31 ]               |
| 280,000                                 | Itália                                                  | 1629–1631 | Peste da Itália de 1629–1631                | Peste | [ 32 ]                      |
|                                         | Povo wyandot                                            | 1634      |                                             | Varíola | [ 33 ]                      |
|                                         | Treze Colônias                                          | 1633      | Epidemia de varíola de Massachusetts        | Varíola |                             |
|                                         | Inglaterra                                              | 1636      |                                             | Peste | [ 34 ]                      |
|                                         | China                                                   | 1641–1644 |                                             | Peste | [ 35 ]                      |
|                                         | Espanha                                                 | 1647–1652 | Grande Peste de Sevilha                     | Peste |                             |
|                                         | América Central                                         | 1648      |                                             | Febre amarela | [ 36 ]                      |
|                                         | Itália                                                  | 1656      | Peste de Nápoles                            | Peste | [ 37 ]                      |
|                                         | Treze Colônias                                          | 1657      |                                             | Sarampo | [ 38 ]                      |
| 24,148                                  | Países Baixos                                           | 1663–1664 |                                             | Peste |                             |
| 100,000                                 | Inglaterra                                              | 1665–1666 | Grande Praga de Londres                     | Peste | [ 41 ]                      |
| 40,000                                  | França                                                  | 1668      |                                             | Peste | [ 42 ]                      |
| 11,300                                  | Malta                                                   | 1675–1676 | Epidemia de Malta de 1675–76                | Peste | [ 43 ]                      |
|                                         | Espanha                                                 | 1676–1685 |                                             | Peste | [ 44 ]                      |
| 76,000                                  | Áustria                                                 | 1679      | Grande Peste de Viena                       | Peste |                             |
|                                         | Treze Colônias                                          | 1687      |                                             | Sarampo | [ 45 ]                      |
|                                         | Treze Colônias                                          | 1690      |                                             | Febre amarela |                             |

### Século XVIII
| Número de mortes (estimativa) | Localização                                           | Época     | Evento                                          | Doença                 | Ref.   |
| ----------------------------- | ----------------------------------------------------- | --------- | ----------------------------------------------- | ---------------------- | ------ |
|                               | Mundo                                                 | 1700-1782 | Viagens Navais para América                     | Escorbuto              |        |
|                               | Canadá, Nova França                                   | 1702–1703 |                                                 | Varíola                | [ 46 ] |
| > 18,000 (36% da população)   | Islândia                                              | 1707–1709 | Grande Epidemia de Varíola                      | Varíola                |        |
|                               | Suécia                                                | 1710–1712 | Surto de Peste da Grande Guerra do Norte        | Peste                  |        |
|                               | Treze Colônias                                        | 1713      |                                                 | Sarampo                | [ 47 ] |
|                               | Treze Colônias                                        | 1713–1715 |                                                 | Sarampo                | [ 48 ] |
|                               | Canadá, Nova França                                   | 1714–1715 |                                                 | Sarampo                | [ 49 ] |
| 220.000                       | França                                                | 1720–1722 | Grande Peste de Marselha                        | Peste                  | [ 51 ] |
|                               | Treze Colônias                                        | 1721–1722 |                                                 | Varíola                | [ 52 ] |
|                               | Treze Colônias                                        | 1729      |                                                 | Sarampo                | [ 53 ] |
|                               | Espanha                                               | 1730      |                                                 | Febre amarela          |        |
|                               | Treze Colônias                                        | 1732–1733 |                                                 | Gripe                  |        |
|                               | Canadá, Nova França                                   | 1733      |                                                 | Varíola                | [ 54 ] |
| > 50,000                      | Bálcãs                                                | 1738      | Grande Peste de 1738                            | Peste                  |        |
|                               | Treze Colônias                                        | 1738      |                                                 | Varíola                |        |
|                               | Treze Colônias                                        | 1739–1740 |                                                 | Sarampo                |        |
|                               | Itália                                                | 1743      |                                                 | Peste                  |        |
|                               | Treze Colônias                                        | 1747      |                                                 | Sarampo                |        |
|                               | América do Norte                                      | 1755–1756 |                                                 | Varíola                |        |
|                               | América do Norte                                      | 1759      |                                                 | Sarampo                |        |
|                               | América do Norte, Índias Ocidentais                   | 1761      |                                                 | Gripe                  |        |
|                               | América do Norte, área de Pittsburgh dos dias atuais. | 1763      |                                                 | Varíola                |        |
| > 50,000                      | Império Russo                                         | 1770–1772 | Peste russa de 1770–1772                        | Peste                  |        |
|                               | nativos do Noroeste Pacífico                          | 1770s     |                                                 | Varíola                | [ 55 ] |
|                               | América do Norte                                      | 1772      |                                                 | Sarampo                |        |
| > 2,000,000                   | Persia                                                | 1772      | Peste persa                                     | Peste                  | [ 12 ] |
|                               | América do Norte                                      | 1775      |                                                 | Causa desconhecida     |        |
|                               | Inglaterra                                            | 1775–1776 |                                                 | Gripe                  | [ 56 ] |
|                               | Espanha                                               | 1778      |                                                 | Dengue                 |        |
|                               | Índios das Planícies                                  | 1780–1782 | Epidemia norte americana de varíola             | Varíola                | [ 57 ] |
|                               | Índios pueblo                                         | 1788      |                                                 | Varíola                |        |
|                               | Estados Unidos                                        | 1788      |                                                 | Sarampo                |        |
|                               | Nova Gales do Sul                                     | 1789–1790 |                                                 | Varíola                | [ 58 ] |
|                               | Estados Unidos                                        | 1793      |                                                 | Gripe e Tifo epidémico |        |
|                               | Estados Unidos                                        | 1793      |                                                 | Gripe                  |        |
|                               | Estados Unidos                                        | 1793–1798 | Epidemia de Febre Amarela de 1793, recorrências | Febre amarela          | [ 59 ] |

### Século XIX
| Número de mortes (estimativa) | Localização                              | Encontro  | Artigo                                   | Doença         | Ref.          |
| ----------------------------- | ---------------------------------------- | --------- | ---------------------------------------- | -------------- | ------------- |
|                               | Espanha                                  | 1800–1803 |                                          | Febre amarela  | [ 60 ]        |
|                               | Império Otomano, Egito                   | 1801      |                                          | Peste bubônica | [ 61 ]        |
|                               | Estados Unidos                           | 1803      |                                          | Febre amarela  |               |
|                               | Egito                                    | 1812      |                                          | Peste          |               |
|                               | Império Otomano                          | 1812      | Epidemia otomana de peste de 1812–19     | Peste          | [ 62 ]        |
| 4,500                         | Malta                                    | 1813      |                                          | Peste          |               |
| 60,000                        | Romênia                                  | 1813      | Peste de Caragea                         | Peste          |               |
|                               | Irlanda                                  | 1816–1819 |                                          | Tifo           |               |
| > 100,000                     | Ásia, Europa                             | 1816–1826 | Primeira pandemia de cólera              | Cólera         | [ 63 ]        |
|                               | Estados Unidos                           | 1820–1823 |                                          | Febre amarela  |               |
|                               | Espanha                                  | 1821      |                                          | Febre amarela  |               |
|                               | Nova Gales do Sul, Australia             | 1828      |                                          | Varíola        | [ 64 ]        |
|                               | Países Baixos                            | 1829      | Epidemia de Groningen                    | Malária        |               |
|                               | Austrália Meridional                     | 1829      |                                          | Varíola        | [ 65 ]        |
|                               | Irã                                      | 1829–1835 |                                          | Peste bubônica | [ 66 ]        |
| > 100,000                     | Ásia, Europa, América do Norte           | 1829–1851 | Segunda epidemia de cólera               | Cólera         | [ 63 ]        |
|                               | Egito                                    | 1831      |                                          | Cólera         | [ 67 ] [ 68 ] |
|                               | Índios das Planícies                     | 1831–1834 |                                          | Varíola        |               |
|                               | Inglaterra, França                       | 1832      |                                          | Cólera         |               |
|                               | América do Norte                         | 1832      |                                          | Cólera         |               |
|                               | Estados Unidos                           | 1833      |                                          | Cólera         |               |
|                               | Estados Unidos                           | 1834      |                                          | Cólera         |               |
|                               | Egito                                    | 1834–1836 |                                          | Peste bubônica |               |
|                               | Estados Unidos                           | 1837      |                                          | Tifo           |               |
|                               | Grandes Planícies                        | 1837–1838 | Epidemia de varíola de 1837–38           | Varíola        | [ 69 ]        |
|                               | Dalmácia                                 | 1840      |                                          | Peste          |               |
|                               | África do Sul                            | 1840      |                                          | Varíola        |               |
|                               | Estados Unidos                           | 1841      |                                          | Febre amarela  |               |
| > 20,000                      | Canada                                   | 1847–1848 | Epidemia de tifo de 1847                 | Tifo epidémico | [ 70 ]        |
|                               | Estados Unidos                           | 1847      |                                          | Febre amarela  |               |
|                               | Mundial                                  | 1847–1848 |                                          | Influenza      | [ 71 ]        |
|                               | Egito                                    | 1848      |                                          | Cólera         | [ 67 ] [ 68 ] |
|                               | América do Norte                         | 1848–1849 |                                          | Cólera         |               |
|                               | Estados Unidos                           | 1850      |                                          | Febre amarela  |               |
|                               | América do Norte                         | 1850–1851 |                                          | Influenza      |               |
|                               | Estados Unidos                           | 1851      |                                          | Cólera         |               |
|                               | Estados Unidos                           | 1852      |                                          | Febre amarela  |               |
| 1,000,000                     | Rússia                                   | 1852–1860 | Terceira pandemia de cólera              | Cólera         | [ 63 ]        |
|                               | Império Otomano                          | 1853      |                                          | Peste          | [ 72 ]        |
| 4,737                         | Copenhagen, Dinamarca                    | 1853      | Epidemia de Cólera de Copenhagen em 1853 | Cólera         | [ 73 ]        |
| 616                           | Inglaterra                               | 1854      | Surto de cólera da Broad Street          | Cólera         | [ 74 ]        |
|                               | Estados Unidos                           | 1855      |                                          | Febre amarela  |               |
|                               | Mundial                                  | 1855–1960 | Terceira pandemia de peste               | Peste bubônica | [ 75 ]        |
|                               | Portugal                                 | 1857      |                                          | Febre amarela  |               |
|                               | Victoria, Australia                      | 1857      |                                          | Varíola        | [ 76 ]        |
|                               | Europa, América do Norte, América do Sul | 1857–1859 |                                          | influenza      |               |
| >3000                         | Costa Central, Colúmbia Britânica        | 1862-1863 |                                          | Varíola        | [ 77 ]        |
|                               | Oriente Médio                            | 1863–1879 | Quarta pandemia de cólera                | Cólera         |               |
|                               | Egito                                    | 1865      |                                          | Cólera         |               |
|                               | Rússia, Alemanha                         | 1866–1867 |                                          | Cólera         |               |
|                               | Austrália                                | 1867      |                                          | Sarampo        |               |
|                               | Iraque                                   | 1867      |                                          | Peste          | [ 78 ]        |
|                               | Argentina                                | 1852–1871 |                                          | Febre amarela  | [ 79 ]        |
|                               | Alemanha                                 | 1870–1871 |                                          | Varíola        |               |
| 40,000                        | Fiji                                     | 1875      |                                          | Sarampo        | [ 80 ]        |
|                               | Império Russo                            | 1877      |                                          | Peste          | [ 81 ]        |
|                               | Egito                                    | 1881      |                                          | Cólera         |               |
| > 9,000                       | Índia, Alemanha                          | 1881–1896 | Quinta pandemia de cólera                | Cólera         |               |
| 3,164                         | Montreal                                 | 1885      |                                          | Varíola        |               |
| 1,000,000                     | Mundial                                  | 1889–1890 | Pandemia de gripe de 1889–1890           | Influenza      | [ 82 ]        |

### Século XX
| Número de mortes (estimativa) | Localização                         | Encontro      | Artigo                                                       | Doença                         | Ref.          |
| ----------------------------- | ----------------------------------- | ------------- | ------------------------------------------------------------ | ------------------------------ | ------------- |
|                               | Bacia do Congo                      | 1896–1906     |                                                              | Tripanossomíase                | [ 83 ]        |
|                               | Brasil                              | 1900-1922     | Surto de Pênfigo passa de 15000 casos                        | Pênfigo                        |               |
| > 800,000                     | Europa, Ásia, África                | 1899–1923     | Sexta pandemia de cólera                                     | Cólera                         | [ 63 ]        |
| 113                           | Estados Unidos da América           | 1900–1904     | Terceira pandemia de peste                                   | Peste bubônica                 | [ 84 ]        |
|                               | África Ocidental                    | 1900          |                                                              | Febre amarela                  |               |
|                               | Uganda                              | 1900–1920     |                                                              | Tripanossomíase                | [ 85 ]        |
|                               | Egito                               | 1902          |                                                              | Cólera                         | [ 67 ] [ 68 ] |
|                               | Índia                               | 1903          |                                                              | Peste                          |               |
| 4                             | Austrália                           | 1903          |                                                              | Peste bubônica                 |               |
| 40,000                        | China                               | 1910–1912     |                                                              | Peste bubônica                 | [ 86 ]        |
| 1.5 milhão                    | Mundial                             | 1915–1926     | Pandemia de encefalite letárgica de 1915                     | Encefalite letárgica           | [ 87 ]        |
| até 100,000,000               | Mundial                             | 1918–1920     | Gripe espanhola                                              | Influenza                      | [ 88 ]        |
| 8 milhões                     | RússiaEuropa                        | 1915–1928     | Soldados imploram pelo frio para se livrarem de Piolhos 1915 | Tifo                           |               |
|                               | Egito                               | 1942–1944     |                                                              | Malária                        |               |
| 15% da população              | EuropaNorte Africano                | 1945-1952     | Surto de Piolhos de 1945                                     | Tifo                           |               |
|                               | China                               | 1946          |                                                              | Peste bubônica                 |               |
|                               | Egito                               | 1946          |                                                              | Febre recorrente               |               |
|                               | Egito                               | 1947          |                                                              | Cólera                         |               |
| 2,000,000                     | Mundial                             | 1957–1958     | Gripe asiática                                               | influenza                      | [ 89 ]        |
| > 30,000,000                  | Mundial (começou na Bacia do Congo) | 1960–presente | Pandemia de HIV/AIDS                                         | HIV/AIDS                       | [ 90 ]        |
|                               | Mundial                             | 1961–1975     | Sétima pandemia de cólera                                    | Cólera (linhagem El Tor)       | [ 63 ]        |
| 4                             | Suécia                              | 1963          |                                                              | Varíola                        | [ 91 ] [ 92 ] |
| 7                             | Alemanha Ocidental Lugoslávia       | 1967          | Vírus Marburg Primeiro Surto                                 | Vírus Marburg                  | [185][186]    |
| 1,000,000                     | Mundial                             | 1968–1969     | Gripe de Hong Kong                                           | Vírus Influenza A subtipo H2N2 | [ 93 ]        |
| 5                             | Países Baixos                       | 1971          |                                                              | Poliomielite                   |               |
| 35                            | Iugoslávia                          | 1972          | Surto de varíola na Iugoslávia de 1972                       | Varíola                        |               |
|                               | Estados Unidos                      | 1972–1973     | Gripe de Londres                                             | Vírus influenza A subtipo H3N2 | [ 94 ]        |
| 15,000                        | Índia                               | 1974          | Epidemia de varíola da Índia em 1974                         | Varíola                        |               |
| 1                             | ZimbábueÁfrica do Sul               | 1975-1976     | Epidemia do Vírus Marburg no sul da África. Segundo surto    | Vírus Marburg                  |               |
| 700,000                       | Mundial                             | 1977–1979     | Gripe russa de 1977                                          | Influenzavirus A subtipo H1N1  | [ 95 ] [ 96 ] |
| 1                             | Quênia                              | 1980          | Surto de Marburg no Quênia Terceiro Surto                    | Vírus Marburg                  |               |
| 1                             | Quênia                              | 1987          | Segundo surto de Marburg no Quênia                           | Vírus Marburg                  |               |
| 1                             | Rússia                              | 1990          | Surto de Marburg                                             | Vírus Marburg                  |               |
|                               | América do Sul                      | 1990s         |                                                              | Cólera                         |               |
| 52                            | Índia                               | 1994          | Epidemia de peste em Surat de 1994                           | Peste                          | [ 97 ]        |
| 231                           | Mundial                             | 1996-2001     |                                                              | vCJD                           |               |
|                               | África Ocidental                    | 1996          |                                                              | Meningite                      |               |
| 105                           | Malásia                             | 1998          | Vírus Nipah                                                  | Vírus Nipah                    |               |
| 128                           | Republica Democrática do Congo      | 1998-2000     | Surto de Marburg no Congo                                    | Vírus Marburg                  |               |
|                               | Central America                     | 2000          |                                                              | Dengue                         |               |

### Século XXI
| Número de mortes (estimativa)        | Localização | Época               | Evento | Doença | Ref. |
| ------------------------------------ | --- | ------------------- | --- | --- | --- |
| 45                                   | Índia | 2001                | Vírus Nipah                                                                                                  | Vírus Nipah | [ 98 ] |
|                                      | Nigéria | 2001                | | Cólera | [ 99 ] |
|                                      | África do Sul | 2001                | | Cólera | [ 100 ] |
| 775                                  | Ásia | 2002–2003           | Surto de SARS de 2002–2004                                                                                   | Síndrome respiratória aguda grave (SARS) | [ 101 ] [ 102 ] [ 103 ] [ 104 ] [ 105 ]                                                                                  |
|                                      | Argélia | 2003                | | Peste | [ 106 ] |
|                                      | Afeganistão | 2004                | | Leishmaniose | [ 107 ] [ 107 ] |
|                                      | Bangladesh | 2004                | | Cólera | [ 108 ] |
| 227                                  | Angola | 2004-2005           | Surto de Marburg mata 90% dos contamidos.                                                                    | Vírus Marburg | [ 109 ] |
| 18                                   | Bangladesh | 2004                | Surto de Vírus Nipah no Distrito de Faridpur.                                                                | Vírus Nipah | [ 110 ] |
|                                      | Indonésia | 2004                | | Dengue | [ 111 ] |
|                                      | Senegal | 2004                | | Cólera | [ 112 ] |
|                                      | Sudan | 2004                | | Ebola | [ 113 ] |
|                                      | Mali | 2005                | | Febre amarela | [ 114 ] |
| 19                                   | Singapura | 2005                | Surto de dengue em Singapura de 2005                                                                         | Dengue | [ 115 ] |
|                                      | Luanda, Angola | 2006                | | Cólera | [ 116 ] |
|                                      | Província de Ituri, República Democrática do Congo | 2006                | | Peste | [ 117 ] [ 118 ] |
|                                      | Índia | 2006                | | Malária | [ 119 ] |
| > 50                                 | Índia | 2006                | Surto de dengue na Índia em 2006                                                                             | Dengue | [ 120 ] |
|                                      | Índia | 2006                | Surtos de chikungunya                                                                                        | Vírus Chikungunya | [ 121 ] |
| > 50                                 | Paquistão | 2006                | Surto de dengue no Paquistão em 2006                                                                         | Dengue | [ 122 ] |
|                                      | Filipinas | 2006                | | Dengue | [ 123 ] |
| 5                                    | Índia | 2007                | Vírus Nipah                                                                                                  | Vírus Nipah | [ 98 ] |
|                                      | República Democrática do Congo | 2007                | Epidemia de ebola em Mweka                                                                                   | Ebola | [ 124 ] |
|                                      | Etiópia | 2007                | | Cólera | [ 125 ] |
| 49                                   | Índia | 2008                | | Cólera | [ 126 ] |
| 10                                   | Iraque | 2007                | Surto de cólera no Iraque em 2007                                                                            | Cólera | [ 127 ] |
|                                      | Nigéria | 2007                | | Poliomielite | [ 128 ] |
|                                      | Porto Rico; República Dominicana; Mexico | 2007                | | Dengue | [ 129 ] |
|                                      | Somália | 2007                | | cólera | [ 130 ] |
|                                      | Uganda | 2007                | | Ebola | [ 113 ] |
| 10                                   | Uganda | 2007-2017           | Surto de ébola e Marburg gera confusões em hospitais.                                                        | Vírus Marburg | [ 131 ] [ 132 ] |
|                                      | Vietnã | 2007                | | Cólera | [ 133 ] |
| 7043                                 | Brasil | 2008-2015           | Surto de Arboviroses no Brasil                                                                               | Dengue Chikungunya Zika Virus | [ 134 ] |
|                                      | Camboja | 2008                | | Dengue | [ 135 ] |
|                                      | Chade | 2008                | | Cólera | [ 136 ] |
|                                      | China | 2008                | | Doença da mão-pé-boca | [ 137 ] |
|                                      | Madagascar | 2008                | | Peste bubônica | [ 138 ] |
|                                      | Filipinas | 2008                | | Dengue | [ 139 ] |
|                                      | Vietnã | 2008                | | Cólera | [ 140 ] |
| 4,293                                | Zimbabwe | 2008–2009           | Epidemia de cólera no Zimbábue em 2008–2009                                                                  | Cólera | [ 141 ] |
| 18                                   | Bolívia | 2009                | Epidemia boliviana de dengue em 2009                                                                         | Dengue | [ 142 ] |
| 49                                   | Índia | 2009                | Surto de hepatite em Gujarat de 2009                                                                         | Hepatitis B | [ 143 ] |
|                                      | Queensland, Austrália | 2009                | | Dengue | [ 144 ] |
|                                      | Mundial | 2009                | Surtos de sarampo nos anos 2000                                                                              | Parotidite epidémica | [ 145 ] |
| 931                                  | África Ocidental | 2009–2010           | Surto leste-africano de meningite de 2009–2010                                                               | Meningite | [ 146 ] |
| 14,286                               | Mundial | 2009                | Pandemia de gripe A de 2009                                                                                  | H1N1 | [ 147 ] [ 148 ] |
| 8,823                                | Hispaniola | 2010–2019           | Epidemia de cólera no Haiti em 2010                                                                          | Cólera | [ 149 ] |
| 7,301                                | República Democrática do Congo | 2011–2021           | | Sarampo | [ 150 ] [ 151 ] |
| 182                                  | Vietnã, Brasil | 2011–presente       | Surto de Mão pé boca no Vietnã. Surto de Mão pé boca em Palmas. Surto Mão pé boca em Campinas.               | Doença da mão-pé-boca | [ 152 ] |
| 327                                  | Paquistão | 2011–2024           | Surto de dengue no Paquistão em 2011                                                                         | Dengue | [ 153 ] |
|                                      | Brasil | 2011-2013           | Doença fogo selvagem                                                                                         | Pênfigo | |
| 862 (conforme 13 de janeiro de 2020) | Mundial | 2012–presente       | Epidemia de coronavírus da síndrome respiratória do Oriente Médio em 2012                                    | Síndrome respiratória do Oriente Médio (MERS) | [ 154 ] [ 155 ] [ 156 ]                                                                                                  |
| 6                                    | Bangladesh | 2012                | Surto de Encefalite por Vírus Nipah no distrito de Joypurhat                                                 | Vírus Nipah | [ 157 ] |
| 171 (conforme 10 de janeiro de 2013) | Sudão Darfur | 2012                | Surto de febre amarela em Darfur, Sudão, de 2012                                                             | Febre amarela | [ 158 ] |
| >> 11,300                            | África Ocidental | 2013–2016           | Surto de ébola na África Ocidental                                                                           | Doença por vírus ebola | [ 159 ] |
| 183                                  | Américas | 2013–2015           | 2013–14 chikungunya outbreak                                                                                 | Chikungunya | [ 160 ] |
| 202                                  | Madagascar | 2014–2019           | Surto da peste em Madagáscar                                                                                 | Peste bubônica | [ 161 ] |
| 36                                   | Índia | 2014–presente       | Surto de icterícia em Odisha de 2014                                                                         | Primariamente Hepatitis E, mas também Hepatitis A | [ 162 ] |
| 2,035                                | Índia | 2015–2020           | Surto de febre suína em 2015                                                                                 | Vírus influenza A subtipo H1N1 | [ 163 ] [ 164 ] [ 165 ]                                                                                                  |
| 91.387 (4.113 microcefálicos)        | Mundial | 2015–2018           | Epidemia de febre zica em 2015–2016                                                                          | Vírus Zika | [ 166 ] |
| Centenas (conforme 2016)             | Africa | 2016                | Surto de febre amarela em Angola                                                                             | Febre amarela | [ 167 ] |
| 1,614 (desde 2017)                   | Iêmen | 2016–presente       | Surto de cólera no Iêmen em 2016–2019                                                                        | Cólera | [ 168 ] |
| 402                                  | Índia | 2017–2021           | Surto de encefalite japonesa em Gorakhpur de 2017                                                            | Encefalite japonesa | [ 169 ] |
| 17                                   | Índia | 2018                | Surto de Nipah em Kerala de 2018                                                                             | Vírus Nipah | [ 170 ] |
| 2,299                                | República Democrática do Congo & Uganda | 2018–2020           | Surto de ébola em Kivu de 2018-19                                                                            | Doença por vírus ebola | [ 171 ] [ 172 ] |
| 101                                  | Moçambique | Março 2019–presente | cólera | Cólera | [ 173 ] |
| 7,022                                | República Democrática do Congo | 2019–2021           | Surto de sarampo na República Democrática do Congo em 2019                                                   | Sarampo | [ 174 ] |
| 83                                   | Samoa | 2019–2020           | Epidemia de sarampo na Samoa em 2019                                                                         | Sarampo | [ 175 ] |
| 3,786                                | Sudeste Asiático - Filipinas (cerca de 1600 mortes) Américas - Brasil (cerca de 986 mortes - Epidemia de dengue no Brasil em 2019) - África (Cerca de 250 mil casos e 758 mortes) | 2019–2020           | Epidemia de dengue de 2019-2020                                                                              | Dengue | [ 176 ] [ 177 ] [ 178 ]                                                                                                  |
| 7 097 307                            | Mundial | 2019 – presente     | Pandemia de COVID-19 – novo coronavírus identificado no surto de pneumonia na China continental              | Doença respiratória aguda por novo coronavírus (COVID-19) | [ 182 ] [ 183 ] [ 184 ] [ 185 ]                                                                                          |
| 1                                    | Guiné | 2021                | Vírus Marburg em um estágio de evolução                                                                      | Vírus Marburg | [ 186 ] |
| 214                                  | Mundial | 2022                | Surto de varíola do macaco                                                                                   | Doença com múltiplos ataques, tais como febre, dores muito forte de cabeça, linfonodos inchados, fraqueza, dores nas articulações e erupções na pele. Surto Varíola do Macaco 2022 | [ 188 ] |
| 17                                   | Gana Guiné Equatorial | 2022 - 2023         | ONU pede para Gana se preparar para surto da doença. Guiné Equatorial declara emergência nacional 14/02/2023 | Vírus Marburg | [ 189 ] [ 190 ] [ 191 ]                                                                                                  |
| 1,072                                | Brasil | 2022 - 2023         | Governo pede urgência e ajuda da população.                                                                  | Dengue | [ 192 ] [ 193 ] [ 194 ]                                                                                                  |
| 1,072                                | Brasil | 2022 - 2023         | Governo pede urgência e ajuda da população.                                                                  | Chikungunya | [ 192 ] [ 193 ] [ 194 ]                                                                                                  |
| 532                                  | África; Europa; América | 2024 - presente     | OMS declara emergência na África devido ao surto de mpox na África de 2023-2024                              | Variola do Macaco | [ 195 ] [ 196 ] [ 197 ]                                                                                                  |
| 9871                                 | Mundo | 2024 - presente     | Surto de dengue a nivel mundial preuculpa ecdc, Unicef e Sistema Unico de Saúde Brasileiro                   | Dengue | [ 198 ] [ 199 ] [ 200 ] [ Governo Australia 1 ] [ 201 ] [ 202 ] [ 203 ] [ 204 ] [ 205 ] [ CCP World Pandemic Control 1 ] |